# St. Charles (Caroline du Sud)
St. Charles est une census-designated place située dans le comté de Lee, dans l’État de Caroline du Sud, aux États-Unis. Lors du recensement de 2020, elle comptait 114 habitants.